# Dunford Bridge
Dunford Bridge är en ort i Storbritannien.   Den ligger i distriktet Barnsley i South Yorkshire i riksdelen England, i den centrala delen av landet, 250 km nordväst om huvudstaden London. Dunford Bridge ligger 298 meter över havet och antalet invånare är 627.
Terrängen runt Dunford Bridge är kuperad västerut, men österut är den platt. Runt Dunford Bridge är det mycket tätbefolkat, med 1 221 invånare per kvadratkilometer. Närmaste större samhälle är Huddersfield, 14,7 km norr om Dunford Bridge. I omgivningarna runt Dunford Bridge växer i huvudsak blandskog.